# 巨大碘泡虫
巨大碘泡虫（学名：Myxobolus gigi）为碘泡科碘泡虫属的动物。分布于俄罗斯、日本以及广东、浙江、山东、四川、江西、陕西、辽宁、黑龙江流域等，营寄生生活，寄生在鲫的鳃、肾、胆囊、鲤的脾、黑臀刺鰟鮍的鳃、青鮠的鳃、肠、鲇的肠、乌苏里鮠的肾以及黄颡鱼的鳃、皮肤、鳍、肾。